# Five by Five (The Rolling Stones)
"Five by Five" - другий міні-альбом гурту The Rolling Stones, виданий в 1964 році. Записаний під час сесій в студії фірми Chess Records 11 червня та виданий у серпні того ж року диск одразу посів перше місце в англійському чарті міні-альбомів. Назва альбому має гру слів - п'ять пісень, записаних п'ятьма музикантами.

## Історія
Оскільки творчий тандем Джагер-Річардс ще тільки вдосконалював свої композиторські можливості, диск містить лише дві оригінальні композиції - "Empty Heart" та "2120 South Michigan Avenue" підписане за псевдонімом  "Nanker Phelge". Інші пісні - то кавери ритм-н-блюзових і рок-н-рольних композицій інших авторів. У аннотації  на зворотній стороні обкладинки зазначені досягнення гурту до тої пори (наприклад, зазначено, що  дебютний альбом був 30 тижнів у англійському чарті під номером один, хоча насправді 12 тижнів).

## Випуск та відгуки
Одразу після виходу, міні-альбом досяг першого місця в чартах ЕР (міні-альбомів). В своїй книжці The Rolling Stones: An Illustrated History,  британський рок-критик Рой Карр писав,що: "разом з бітловським Long Tall Sally, 5 ×5 - це безперечно перші і останні великі EP."

## Список композицій
| #  | Назва                                                          | Тривалість |
| -- | -------------------------------------------------------------- | ---------- |
| 1. | «If You Need Me» (Wilson Pickett/Robert Bateman/Sonny Sanders) | 2:03       |
| 2. | «Empty Heart» (Nanker Phelge)                                  | 2:37       |
| 3. | «2120 South Michigan Avenue» (Nanker Phelge)                   | 2:07       |

| #  | Назва                                             | Тривалість |
| -- | ------------------------------------------------- | ---------- |
| 4. | «Confessin' the Blues» (Jay McShann/Walter Brown) | 2:48       |
| 5. | «Around and Around» (Chuck Berry)                 | 3:05       |

## Учасники запису
The Rolling Stones
- Мік Джагер – лід-вокал, тамбурин
- Браян Джонс – гітара, бек-вокал, гармоніка, орган на "If You Need Me"
- Кіт Річардс – гітара та бек-вокал
- Чарлі Воттс – барабани
- Білл Уаймен – бас-гітара
- Ян Стюарт – орган та фортепіано